# Política do Egito
O governo do Egito é uma república sob liderança militar do Conselho Supremo das Forças Armadas, que assumiu após a renúncia de Hosni Mubarak, ocorrida como consequência de protestos em massa da população, e realizada em 2011. Em julho de 2012, foi eleito o primeiro presidente civil da história do Egito, Mohamed Morsi, ligado à Irmandade Muçulmana, o qual foi deposto por um golpe militar em 2013, criando um cenário de instabilidade no país.
O poder legislativo é comandado tanto pelo governo quanto pela Assembleia do Povo.

## Histórico
Egito é uma república desde 18 de junho 1953. Desde a Proclamação da República, quatro egípcios têm servido como presidentes. O primeiro presidente a tomar posse foi o presidente Mohamed Naguib. O quarto presidente e titular é Hosni Mubarak que foi o presidente do Egito desde 14 de outubro 1981, na sequência do assassinato do ex-presidente Mohammed Anwar El-Sadat. Mubarak estava cumprindo seu quinto mandato no cargo. Ele era o líder da decisão Partido Democrático Nacional.

## Legislativo
O Parlamento se reúne para uma sessão do oitavo mês de cada ano, sob circunstâncias especiais, o Presidente da República pode convocar uma sessão adicional. Apesar de os poderes do Parlamento têm aumentado desde 1980 Alterações da Constituição, o Parlamento continua com pouco poder para equilibrar os poderes excessivos do Presidente.

### A Assembleia do Povo (Sha'ab el-Maglis)
A Assembleia Popular é o principal órgão legislativo. Do conjunto de 454 deputados, 444 são eleitos diretamente, enquanto mais de 10 pode ser nomeado pelo (artigo 87 da Constituição) Presidente. A Constituição reserva de cinquenta por cento dos lugares da assembleia de "trabalhadores e camponeses". A montagem fica por um período de cinco anos, mas pode ser dissolvido pelo presidente anterior. Todos os assentos são votado em cada eleição. Quatrocentos assentos são votadas usando representação proporcional, enquanto os quarenta e quatro restantes são eleitos em votação por maioria local.
A Assembleia do Povo pode causar a demissão do gabinete executivo por voto de uma moção de censura. Por esta razão, O primeiro-ministro e seu gabinete são necessariamente do partido ou coalizão dominante na assembleia. No caso de um presidente e um conjunto de partidos de oposição, esta leva a uma situação conhecida como coabitação. Enquanto moções de censura são periodicamente propostas pela oposição após as ações do governo, que considera altamente inapropriado, eles são puramente retóricas, a disciplina do partido garante que, ao longo de uma legislatura.

### O Conselho Shura (el-Shura Maglis)
O Conselho Shura é a casa de 264 membros do Parlamento superior criadas em 1980. El Maglis shura- pode ser traduzido para o "Conselho Consultivo", em Inglês. No Conselho Shura 176 membros são eleitos diretamente e 88 membros são nomeados pelo Presidente da República para mandatos de seis anos. Metade do Conselho Shura é renovado a cada três anos. Na maioria das questões de legislação, a Assembleia do Povo mantém a última palavra em caso de desacordo entre as duas casas.

### Eleições parlamentares
Atualmente existem dezoito partidos políticos reconhecidos de todo o espectro político. A formação de partidos políticos baseados em religião é proibida pela Constituição. A oposição oficial e grupos de pressão política, como a Irmandade Muçulmana, são ativos no Egito, e fazem  as suas opiniões públicas. Eles são representados em vários níveis do sistema político. No entanto, o poder está concentrado nas mãos do Presidente da República e os Partido Democrático Nacional, que mantém uma maioria absoluta na Assembleia da República.
Desde Novembro de 2000 Eleições Parlamentares são geralmente considerados como tendo sido mais transparente e melhor executada do que eleições passadas. Isto é devido à nova lei entrar em vigor, que estabelece o controlo judicial das assembleias de voto universal. Por outro lado, os partidos da oposição continuam a apresentar denúncias credíveis sobre a manipulação eleitoral por parte do governo. Além disso, muitos egípcios sentem que seus votos  estão sendo monitorados por mesários, podendo enfrentar a retribuição do seu voto. Há restrições significativas sobre o processo político e a liberdade de expressão para as organizações não-governamentais, incluindo os sindicatos profissionais e organizações que promovem o respeito pelos direitos humanos, que têm sido grandemente se soltou nos últimos cinco anos.
Abaixo do nível nacional, a autoridade é exercida pelo e através dos governadores e prefeitos nomeados pelo governo central e pelos conselhos locais eleitos pelo voto popular. Nos anos 80 até 2011, as eleições parlamentares do Egito eram controladas pelo Hosni Mubarak e eram paródia da democracia, já que não eram democráticas graças ao Hosni Mubarak e seu poder de ditadura.

## Poder Judiciário
O sistema judiciário egípcio é baseado em europeus, principalmente franceses, os conceitos jurídicos e métodos. Sob a vários governos, durante a presidência de Mubarak, os tribunais têm demonstrado crescente, independência e os princípios do devido processo legal e à revisão judicial ganharam maior respeito. O código legal é derivada principalmente do Código Napoleônico. Casamento e estatuto pessoal é principalmente baseado na lei religiosa do indivíduo em causa. Assim, existem três formas de Direito de Família no Egito, islâmica, cristã e secular (com base na família francesa Laws).
O Poder Judiciário tem um papel importante no processo político no Egito, o ramo é dada a responsabilidade de acompanhar e executar as eleições parlamentares e presidenciais do país.

### Supremo Tribunal Constitucional
O Supremo Tribunal Constitucional é um órgão judicial independente na República Árabe do Egito, com a sua nova sede em Cairo suburbana, Maadi.
O Tribunal de Justiça é o mais alto poder judiciário no Egito e só ela compromete o controle judicial da constitucionalidade das leis e regulamentos, e comprometem a interpretação dos textos legislativos, na forma prescrita pela lei.
O juiz chefe do Tribunal Supremo era o chefe das eleições presidenciais Comissão que supervisionou e executou o primeiro país com vários candidatos as eleições presidenciais de 2005.
Entretanto, o presidente Hosny Mubarak, apresentou um projeto de lei para alterar 34 artigos da Constituição egípcia. Artigo 157, o artigo Supervisão Judiciária, foi incluída. O artigo alterado não endossa fiscalização judiciária integral (ou seja, um juiz em cada urna), em vez de supervisão judicial será apenas em estações de Eleição principal, e estão a ser assistidos por funcionários do departamento de Justiça e Ministério da Administração Interna (Home Office).

## Os partidos políticos
De acordo com a Constituição egípcia, os partidos políticos têm permissão para existir. Partidos políticos religiosos não são permitidos, pois não respeitaria o princípio da não-interferência da religião na política e que a religião tem que se manter na esfera privada, de respeitar todas as crenças. Além disso, os partidos políticos de apoio formações das milícias ou ter uma agenda que é contraditório com a constituição e seus princípios, ou ameaçando a estabilidade do país, como a unidade nacional entre muçulmanos egípcios e os egípcios cristãos.
Hoje, existem 18 partidos políticos no Egito.
Predefinição:Eleições parlamentares egípcios de 2005
Predefinição:Eleição presidencial egípcio de 2005
Predefinição:Egípcio Shura eleição do Conselho de 2007

## Sociedade civil
Egito estão vivendo sob estado de emergência desde 1967, com exceção de uma pausa de 18 meses em 1980.Leis de emergência têm sido continuamente prorrogadas a cada três anos desde 1981. Essas leis foram criadas acentuadamente para enquadrar qualquer atividade política não-governamental: manifestações de rua, organizações políticas não aprovadas e doações financeiras não registradas são formalmente proibidos.No entanto, desde 2000, essas restrições foram violadas na prática. Em 2003, a agenda mudou fortemente para local das reformas democráticas, a oposição à sucessão de Gamal Mubarak como presidente, e a rejeição da violência pelas forças de segurança do Estado. Grupos envolvidos na recente onda incluem PCSPI, o Movimento Egípcio para a Mudança (Kefaya) e a Associação de Mães Egípcias.
O ativismo substancial existe em uma variedade de problemas, especialmente relacionados com o direito à terra e eram obrigados a fazer sexo com o líder de seu estado. Um ponto de inflamação importante foi a revogação de 1997, [a reforma agrária [egípcia | Era Nasser, políticas de reforma agrária]] sob pressão para ajustamento estrutural. Um poste para essa atividade é o Centro da Terra de Direitos Humanos.

## Políticos e líderes de grupos de pressão
A Irmandade Muçulmana constitui atualmente a mais significativa oposição às políticas de Mubarak; Mubarak tolerou a atividade política limitada pela Irmandade de seus dois primeiros mandatos mas mudou de forma mais agressiva nos últimos seis anos para impedir a sua influência (possivelmente levando a sua recente ascensão de apoio público). Os sindicatos e associações profissionais são oficialmente sancionados.

## Relações Exteriores
A sede permanente para o Liga dos Estados Árabes (A Liga Árabe) está localizado na Cairo.The Secretário Geral da Liga tem sido tradicionalmente um egípcio. O ex-chanceler egípcio Amr Moussa é o atual secretário-geral da Liga Árabe. A Liga Árabe brevemente deslocado para fora do Egito para Tunis, em 1978, como um protesto contra o tratado de paz com Israel, mas retornou em 1989.
O Egito foi o primeiro estado árabe a estabelecer relações diplomáticas com o Estado de Israel, após a assinatura do Egito-Israel Tratado de Paz na Acordos de Camp David. O Egito tem uma grande influência entre os outros países árabes, e historicamente tem desempenhado um importante papel como mediador nas disputas entre as várias nações árabes, e no conflito israelo-palestiniano. A maioria das nações árabes que ainda dão crédito ao Egito a ter esse papel, embora os seus efeitos são muitas vezes limitadas.
O ex-vice-primeiro-ministro egípcio Boutros Boutros-Ghali atuou como Secretário Geral das Nações Unidas, 1991-1996.
A disputa territorial com o Sudão em uma área conhecida como Triângulo Hala'ib , fez com que as relações diplomáticas entre os dois permanecem tensas.